# فيكتوريا ديربيشاير
فيكتوريا أنطوانيت ديربيشاير (ولدت في 2 أكتوبر 1968) هي صحفية ومقدمة أخبار ومذيعة بريطانية. قدمت برنامجًا يحمل اسمها، تناول الشؤون الجارية والنقاشات، وقد عُرض على قناة بي بي سي من عام 2015 حتى مارس 2020. كما شاركت في تقديم برنامجي نيوزنايتوبانوراما على شبكة بي بي سي.

## بداية حياتها
وُلدت فيكتوريا ديربيشاير في 2 أكتوبر 1968 في مستشفى فيرفيلد العام في بيري، لانكشر، من والدين بولين وأنتوني ديربيشاير، لكنها انتقلت إلى ليتلبورو عندما كانت طفلة. التحقت بمدرسة بيري الثانوية للبنات، وهي مدرسة مستقلة، قبل أن تدرس اللغة الإنجليزية وآدابها في جامعة ليفربول. بعدها، التحقت بدورة دبلوم دراسات ما بعد التخرج في الصحافة الإذاعية والتلفزيونية في كلية بريستون بوليتكنيك (التي تُعرف الآن بجامعة سنترال لانكشاير).
لقد قالت إن والدها أنتوني كان يُعنفها جسديًا، بالإضافة إلى والدتها وأخيها وأختها الأصغر منها. في النهاية، تركت والدتها المنزل وأخذت الأطفال الثلاثة؛ كانت فيكتوريا في السادسة عشرة من عمرها ولم ترَ والدها مجددًا. تحدثت عن هذه الأحداث خلال إحدى حلقات برنامج بانوراماالذي قدمته بي بي سي في أغسطس 2020  عن العنف المنزلي أثناء الإغلاق.
عندما كانت في السابعة عشرة من عمرها، عملت في مصنع للأثاث خلال الصيف، ووصفت هذه الوظيفة بأنها أسوأ وظيفة في حياتها